# Тентяксай
Тентяксай (в верховьях — Караунгур) — река в Базар-Курганском районе Джалал-Абадской области Кыргызстана, правый приток реки Карадарья. Длина 126 км, площадь бассейна 4130 км².
Берёт начало на юго-западных склонах Ферганского хребта. Образуется слиянием рек Куребес и Кызыл-Ункюр. Основные притоки: (справа) Кызыл-Ункюр, Кумуш-Суу, (слева) Отузарт и Куребес. Крупные притоки: Арстанбап, Гава-Сай, Шайдан-Сай, Алаш-Сай, Шаркыратма.
Среднегодовой расход 29,6 м³/с, средний максимальный расход 85,7 м³ и минимум 9,6 м³/с.
В водосборе реки лежат шесть небольших озёр, также имеются 23 небольших ледника, площадь которых составляет 7,1 км².